# بيتر آرنت
بيتر آرنت (ولد عام 1934 في ريفرتون)، صحفي أمريكي من أصل نيوزلندي اشتهر بتغطياته حرب فيتنام وحرب الخليج الثانية التي كان في أثنائها الصحفي الغربي الوحيد الذي لم يُطرد من العراق، وبالمقابلة التي أجراها مع أسامة بن لادن عام 1997.

## النشأة
ولد عام 1934 في ريفرتون في ساوثلاند، جنوب نيوزيلندا، وكانت بدايته الصحفية مع صحيفتها المحلية ساوثلاند تايمز.

## في حروب الخليج
أجرى آرنت مقابلة صحفية تلفزيونية مع الرئيس العراقي صدام حسين في أثناء الحرب وكانت الوحيدة. وفيها أعلن صدام حسين ندمه على إطلاق سراح الأسرى الغربيين لأنه الأمريكان ما كانوا ليقصفوا العراق بهذا العنف لو أنهم احتفظ بهم ووضعهم في المناطق الحساسة دروعاً بشرية. عاد إلى لعراق في التسعينيات وغطى هناك بعض الأحداث، وكذلك عاد إلى العراق أثناء الغزو الأمريكي مراسلا لمجطة إن بي سي، ولكنه طُرد من عمله بسبب مقابلة أجراها مع التلفزة العراقية اعتبرت "تحليلية"، حيث أشار إلى ان التقارير عن الخسائر بين المدنيين وعن المقاومة العراقية تصل أمريكا وتدعم المواقف المناهضة للحرب. وقد أنهت مجلة ناشيونال جيوغرافيك أيضا عملها مع آرنت بعد هذه المقابلة. بعد ذلك عمل مع صحيفة ديلي ميرور البريطانية المناهضة للحرب، ومع محطة التلفزة اليونانية إي إر تي 2.

## جوائز
جائزة بوليتزر على تقاريره من حرب فييتنام

## وصلات خارجية
- بيتر آرنت على موقع IMDb (الإنجليزية)
- بيتر آرنت على موقع إن إن دي بي (الإنجليزية)
- بيتر آرنت على موقع قاعدة بيانات الفيلم (الإنجليزية)